# Michał Taube
Michał Taube, także Michael Taube (hebr. מיכאל טאובה, ur. 1 marca?/13 marca 1890 w Łodzi zm. 24 lutego 1972 w Tel Awiwie) – polsko-izraelski pianista, wirtuoz, pedagog, dyrygent i kompozytor.

## Życiorys
Urodził się w muzykalnej rodzinie. Po kierunkiem ojca uczył się gry na fortepianie, skrzypcach, wiolonczeli i flecie. W młodości koncertował jako pianista. W latach 1910–1911 studiował w Królewskim Konserwatorium Muzycznym w Lipsku, gdzie studiował grę na fortepianie pod kierunkiem Roberta Teichmüllera, grę na wiolonczeli – Maksa Wünschego, a teorię – Johanna Merkela. Następnie w 1914 studia pianistyczne pod kierunkiem Otto Neitzela w Konservatorium der Musik w Kolonii, gdzie w latach 1917–1919 studiował kompozycję u Ewalda Straessera oraz dyrygenturę u Hermanna Abendrotha, w międzyczasie w 1917 prowadził klasę fortepianu w Konserwatorium Ehrhardta w Bonn. Od 1918 prowadził założone przez siebie Stowarzyszenie Koncertowe w Bad Godesberg. W latach 1922–1928 dyrygował cyklami koncertów symfonicznych w Kolonii. Ponadto prowadził przedstawienia operowe i koncerty symfoniczne m.in.: w Berlinie i Frankfurcie nad Menem, Bonn i Kolonii, współpracując z wiolonczelistą Emanuelem Feuermannem.
W latach 1923–1933 był dyrygentem Państwowej Opery w Charlottenburgu, gdzie współpracował z Bruno Walterem. Występował także jako dyrygent Orkiestry Filharmonicznej w Berlinie. W 1926 został założycielem Nowej Orkiestry Kameralnej, a w 1927 także Kameralnego Zespołu Wokalnego. Orkiestra do czasu swojego rozwiązania wykonywała muzykę artystów takich jak: Alban Berg, Josef Matthias Hauer, Paul Hindemith, Arthur Honegger, Darius Milhaud, Karol Rathaus, Arnold Schönberg, Erich Walter Sternberg, Igor Strawiński, Ernst Toch i Anton Webern. Po dojściu nazistów do władzy, nie mógł kontynuować pracy ze swoją orkiestrą kameralną i chórem. Wraz z Kurtem Singerem i Leonidem Kreutzeremzałożył w Berlinie wspólnotę muzyków żydowskich, która przekształciła się w orkiestrę Żydowskiego Towarzystwa Kulturalnego w Berlinie, której Taube był dyrygentem. Występował także jako akompaniator pieśni w ramach Żydowskiego Towarzystwa Kulturalnego, m.in. wspólnie z Aleksandrem Kipnisem.
W 1934 odbył tournée po Palestynie z piosenkarzem Josephem Schmidtem. Oprócz serii recitali, dali koncert w Tel Awiwie ze specjalnie powołaną na tę okazję orkiestrą, w której wzięli udział także niektórzy muzycy dawnej Berlińskiej Orkiestry Kameralnej. Następnie dyrygował podczas koncertów z Orkiestrą Symfoniczną w Tel Awiwie, a także występował jako dyrygent gościnny w Jerozolimie i Hajfie. Grał także recitale, m.in. z żoną Elsą Jülich i Edith Boroschek.
W związku z ograniczeniami nakładanymi na Żydów przez III Rzeszę i zakazem wykonywania zawodu, w 1935 wyemigrował do Palestyny, gdzie początkowo w latach 1935–1936 dyrygował orkiestrą symfoniczną w Jerozolimie, następnie zaś był dyrygentem Palestyńskiej Orkiestry Symfonicznej w Tel Awiwie. W latach 1946–1947 z ramienia Agencji Żydowskiej podróżował do obozów dla przesiedleńców w Niemczech i występował tam m.in. z orkiestrą reprezentacyjną wyzwolonych Żydów w strefie amerykańskiej. Na początku 1948 roku wraz z Elsą Jülich i Lwem Aronsonem zagrał koncert w obozie dla przesiedleńców w Bergen-Belsen. Jako dyrygent występował gościnie we Włoszech, Szwajcarii, Austrii i Niemczech.
W 1954 był współzałożycielem kierownikiem artystycznym i dyrygentem orkiestry Kameralnej w Ramat Gan, wykonującej kompozycje klasyczne i klasyczne w połączeniu z nowymi dziełami. Orkiestra regularnie zamawiała kompozycje u kompozytorów izraelskich, takich jak Menachem Avidom, Paul Ben-Haim (np. „Music for Strings”), Yehezkel Braun, Ödön Pártos i Josef Tal (np. „Saul in En-Dor”). Oprócz koncertów orkiestra brała także udział w przedstawieniach operowych. Był także założycielem i dyrygentem powstałego w 1960 Izraelskiego Towarzystwa im. Jana Sebastiana Bacha. W latach 1968–1970 wykładał w Konserwatorium Muzycznym Uniwersytetu w Tel Awiwie.

### Życie prywatne
Był synem skrzypka Eliasza Taube i Ity z domu Krisch. Miał dwóch braci – skrzypka Leona i dyrygenta Zygmunta. Jego pierwszą żoną była Elsą Jülich (zm. 1964), zaś drugą Rachel Kashdy. Został pochowany na cmentarzu Givat Shaul w Jerozolimie.